# Keisaku Nagano
Keisaku Nagano (Japans: 永野　慶作, Nagano Keisaku) (Kobe, 1928 – ?, 29 december 2010) was een Japans componist, muziekpedagoog, dirigent en kornettist.

## Levensloop
Nagano was na zijn muziekstudie vanaf 1947 als kornettist verbonden aan de Osaka Municipal Symphonic Band  (大阪市音楽団). In 1958 werd hij docent en dirigent aan de Kwansei Gakuin Universiteit in Nishinomiya. Van 1978 tot 1985 was hij opnieuw verbonden aan de Osaka Municipal Symphonic Band, maar nu als dirigent van dit harmonieorkest. 
Hij was ook bezig als componist. De bekendste werken zijn de marsen Mido Suzi, die in 1968 in een Amerikaanse muziekuitgeverij gepubliceerd werd en de His farewell march.